# Asari-Toru
Asari-Toru es una localidad del estado de Rivers, en Nigeria, con una población estimada en marzo de 2016 de 308 800 habitantes.
Se encuentra ubicada al sur del país, en la zona del delta del Níger, junto a la costa del golfo de Guinea.